# 평화 교회
평화 교회 또는 평화주의 교회는 기독교 사상으로써 평화를 주장하고 실천하려는 기독교 교회를 뜻한다. 메노나이트, 퀘이커 등이 평화 교회에 해당한다. 또한 평화를 주장하고 실천하려는 기독교 사상을 기독교 평화주의라고 부른다.